# هيب هوب الساحل الشرقي
هيب هوب الساحل الشرقي هو (بالإنجليزية: east coast hip hop) هو نوع فرعي إقليمي من موسيقى الهيب هوب التي نشأت في مدينة نيويورك خلال السبعينيات.  من المعروف أن موسيقى الهيب هوب نشأت وتطورت أولاً في برونكس، مدينة نيويورك؛  أصبحت موسيقى الهيب هوب في الساحل الشرقي نوعًا فرعيًا متميزًا فقط بعد أن ظهر فنانون من مناطق أخرى من الولايات المتحدة بأساليب مختلفة.
كما تمت الإشارة إلى ألبوم "ناز " الأول " إلماتيك " عام 1994 كواحد من النقاط البارزة الإبداعية في مشهد الهيب هوب في الساحل الشرقي، وتم إنتاجه من منتجين مشهورين في نيويورك مثل لارج بروفسور وبيت روك ودي جي بريمير. في هذه الأثناء، أصبحت The Wu-Tang Clan و Lost Boyz وMobb Deep أعمدة في مشهد الهيب هوب المتشدد في نيويورك، وحققت إشادة واسعة النطاق لألبوماتها التاريخية، Enter the Wu-Tang (36 Chambers) (1993)، Legal Drug Money (1996)) و The Infamous (1995).

## روابط خارجية
- لا أستطيع التوقف، لن أتوقف: تاريخ جيل الهيب هوب - بقلم جيف تشانغ
- إنه أكبر من الهيب هوب - بقلم إم كيه أشانتي جونيور.
- موسيقى الراب ووعي الشارع - بقلم شيريل إل كيز